# Osage (Minnesota)
Osage es un lugar designado por el censo ubicado en el condado de Becker en el estado estadounidense de Minnesota. En el Censo de 2010 tenía una población de 323 habitantes y una densidad poblacional de 39,37 personas por km².

## Geografía
Osage se encuentra ubicado en las coordenadas 46°55′42″N 95°15′47″O / 46.92833, -95.26306. Según la Oficina del Censo de los Estados Unidos, Osage tiene una superficie total de 8.21 km², de la cual 7.07 km² corresponden a tierra firme y (13.89%) 1.14 km² es agua.

## Demografía
Según el censo de 2010, había 323 personas residiendo en Osage. La densidad de población era de 39,37 hab./km². De los 323 habitantes, Osage estaba compuesto por el 96.59% blancos, el 0% eran afroamericanos, el 3.41% eran amerindios, el 0% eran asiáticos, el 0% eran isleños del Pacífico, el 0% eran de otras razas y el 0% pertenecían a dos o más razas. Del total de la población el 1.24% eran hispanos o latinos de cualquier raza.